# Felipe Zetter
Felipe Zetter Zetter (3 de juliol de 1923 - 15 de març de 2013) fou un futbolista mexicà.

## Selecció de Mèxic
Va formar part de l'equip mexicà a la Copa del Món de 1950.